# Nessen City
Nessen City es un lugar designado por el censo ubicado en el condado de Benzie en el estado estadounidense de Míchigan. En el Censo de 2010 tenía una población de 97 habitantes y una densidad poblacional de 30,85 personas por km².

## Geografía
Nessen City se encuentra ubicado en las coordenadas 44°31′14″N 85°52′20″O / 44.52056, -85.87222. Según la Oficina del Censo de los Estados Unidos, Nessen City tiene una superficie total de 3.14 km², de la cual 3.14 km² corresponden a tierra firme y (0%) 0 km² es agua.

## Demografía
Según el censo de 2010, había 97 personas residiendo en Nessen City. La densidad de población era de 30,85 hab./km². De los 97 habitantes, Nessen City estaba compuesto por el 94.85% blancos, el 0% eran afroamericanos, el 4.12% eran amerindios, el 0% eran asiáticos, el 0% eran isleños del Pacífico, el 0% eran de otras razas y el 1.03% pertenecían a dos o más razas. Del total de la población el 2.06% eran hispanos o latinos de cualquier raza.